# Aérodrome de Joliette
L'aéroport de Joliette est un aéroport situé à Saint-Ambroise-de-Kildare au Québec (Canada) Il a été fondé en 1988 et appartient à la Ville de Joliette au Québec (Canada). La gestion opérationnelle des installations est effectuée par un organisme à but non lucratif nommé Aéroclub de Joliette.

## Descriptifs techniques
- Identifiant: CSG3
- Communication: ATF 123.5
- Élévation: 225 pieds
- Piste principale: 15-33, 3250 x 75 asphalte, éclairée